# Synaptospora tartaricola
Synaptospora tartaricola är en svampart som först beskrevs av Nyl. ex Leight., och fick sitt nu gällande namn av Cain 1957. Synaptospora tartaricola ingår i släktet Synaptospora och familjen Coniochaetaceae.   Inga underarter finns listade i Catalogue of Life.